# Schoenus andinus
Schoenus andinus là loài thực vật có hoa trong họ Cói. Loài này được (Phil.) H.Pfeiff. miêu tả khoa học đầu tiên năm 1927.